# Киричок Олександр Едуардович
Олександр Едуардович Киричок (нар. 31 серпня 1966, місто Донецьк Донецької області) — український діяч, голова наглядової ради ЗАТ «Єврокомплекс». Народний депутат України 6-го скликання.

## Біографія
У 1984—1986 роках — служба в Радянській армії.
У 1986—1990 роках — служба в Управлінні внутрішніх справ у Донецькій області.
У 1987—1992 роках — студент-заочник Московського інженерно-будівельного інституту, економіст.
У червні — серпні 1990 року — технік-будівельник кооперативу «4-й канал» у місті Донецьку.
У вересні 1990 — січні 1992 року — начальник фасувального цеху фірми «Ефект фоксі» у місті Донецьку.
У січні 1992 — жовтні 1996 року — генеральний директор фірми «Побут сервіс». У жовтні 1996 — травні 1997 року — директор фірми «VIS COMMODITIES».
У 1997—2005 роках — комерційний агент ВАТ «Укрпідшипник».
Член Партії регіонів.
До 2010 року — голова наглядової ради ЗАТ «Єврокомплекс».
Народний депутат України 6-го скликання з .06.2010 до .12.2012, від Партії регіонів № 217 у списку. Член фракції Партії регіонів (з .06.2010). Член Комітету з питань промислової і регуляторної політики та підприємництва.